# Río Bailón

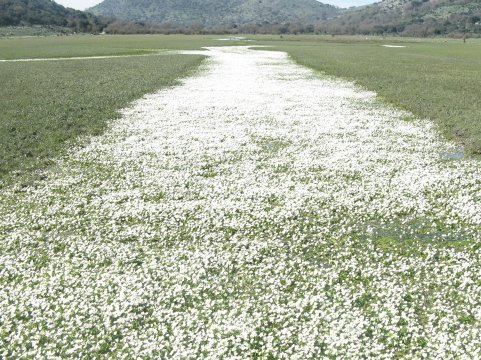
Río Bailón, en primavera, atravesando el poljé de la Nava

El río Bailón es un corto río de Andalucía, España, que posteriormente pasa a llamarse río Marbella. Es afluente del río Guadajoz. Recibe ese nombre por el trazado sinuoso que posee a lo largo de su curso.

## Curso
Nace cerca del caserío Marbella en el poljé de la Nava del Macizo de Cabra o macizo de la Sierra de Cabra. Sigue una dirección Suroeste-Noreste, atravesando el poljé de la Nava, los terrenos cársticos del Cerro Camarena llegando al pueblo de Zuheros a través de un cañón que corta la sierra vecina, llamado Hoz del Bailón.
Sólo lleva agua en épocas de lluvia, pues la alta porosidad del terreno hace que el agua se infiltre con rapidez. Drena parcialmente el poljé de la Nava. En su cercanía se encuentra la cascada de Las Chorreras.
Bajo tierra tiene un gran caudal, debido a la filtración del agua, que, como mencionamos anteriormente, es provocada por la roca caliza y el terreno kárstico de las Sierras Subbéticas.
Aunque tenga poco recorrido (12,8 km), en este río desembocan numerosos arroyos como la Fuenseca.

## Sumidero del río Bailón
En el otoño de 2012 y tras las primeras lluvias de temporada se abrió un agujero en el cauce del río que actúa como sumidero del mismo, tragándose la totalidad del agua que lleva. Dicho sumidero se encuentra en el paraje conocido como "Alameílla Negra", lugar en el que ya se filtraba el agua anteriormente cuando el río llevaba poco caudal. El hundimiento del terreno sobre el que se asienta el lecho del río ha producido esta nueva sima por donde cae su agua formando una catarata y alterando el curso posterior de esta corriente de agua que, en época de intensas lluvias, llegaba a anegar parcialmente el Llano de la Nava. En la zona existen otras simas de gran interés, también de origen hidrológico, como la sima de Cabra.